# Iman (modella)
Iman Mohamed Abdulmajid, إيمان محمد عبد ماجد (Mogadiscio, 25 luglio 1955), è una supermodella e attrice somala naturalizzata statunitense.
È stata la prima modella nera in assoluto a rappresentare un marchio di cosmetici, nonché la prima supermodella nera a collaborare con alcune delle maggiori case d'alta moda del mondo, quali Versace, Gucci e Yves Saint Laurent.
È inoltre vedova del celebre cantante e attore David Bowie, scomparso il 10 gennaio 2016.

## Biografia

### Infanzia e formazione
Iman è nata a Mogadiscio, in Somalia, figlia di Marian, ginecologa primaria dell'ospedale in cui lavorava, e Mohamed Abdulmajid, un ex ambasciatore somalo in Arabia Saudita. Ha due fratelli, Elyas e Feisal, e una sorella, Nadia. La famiglia fa parte del clan Darod. Iman parla fluentemente cinque lingue (arabo, inglese, francese, italiano e somalo) e nel 1974 si è laureata col massimo dei voti in scienze politiche all'Università di Nairobi. 

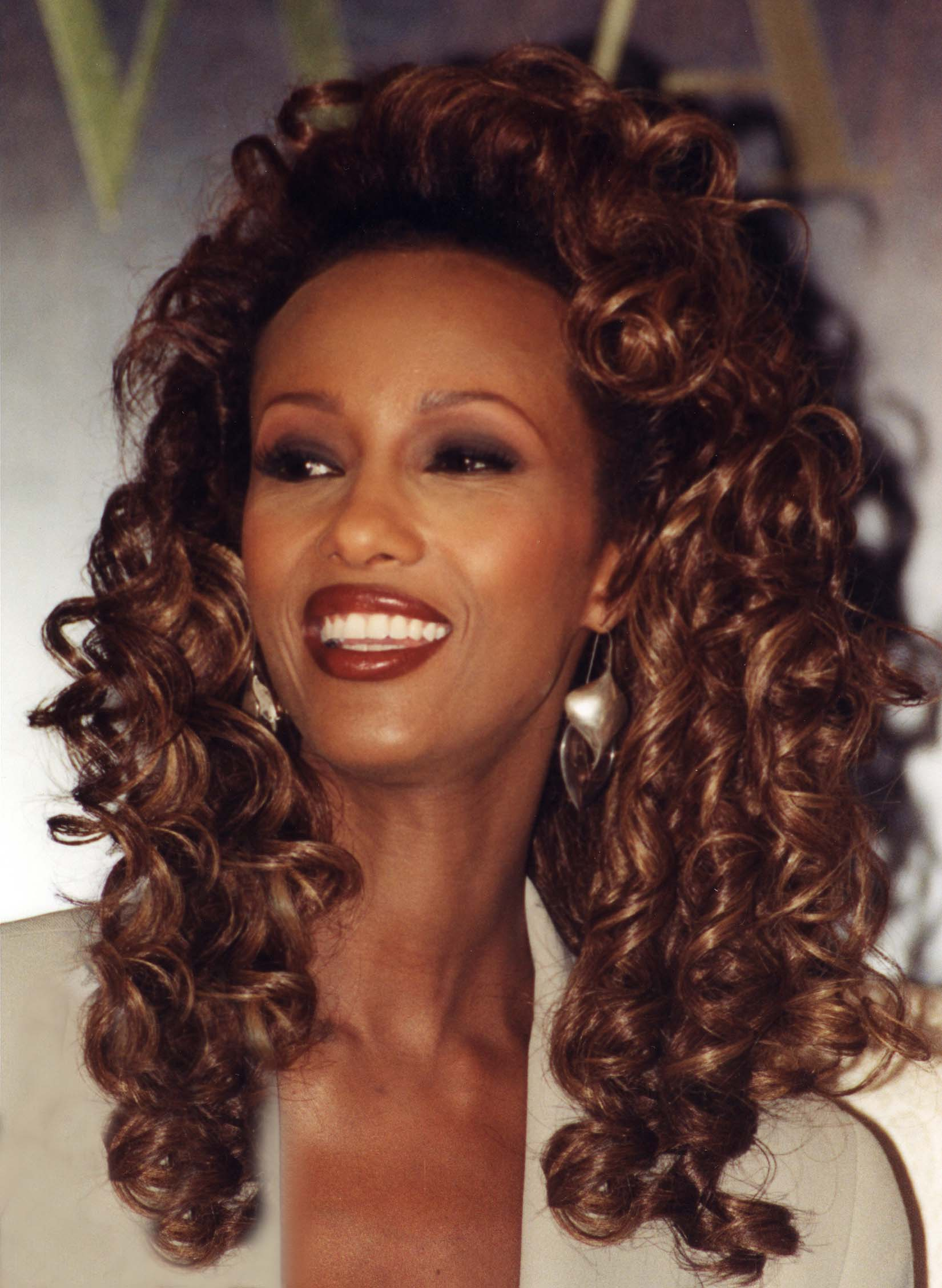
Iman nel 1996

### Carriera come modella
Nel 1975, Iman viene reclutata nell'agenzia di moda del fotografo Peter Beard e si trasferisce negli Stati Uniti, diventando una delle prime modelle di colore insieme a Beverly Johnson e Bethann Hardison. Il suo primo lavoro fotografico è nel 1976 per la rivista Vogue, in cui finisce subito in copertina per la sua bellezza straordinaria. Yves Saint-Laurent disse di lei che era "la donna dei suoi sogni".
Nel corso degli anni Iman ha lavorato per importanti griffe, come Calvin Klein, Darvel, De Beers, Donna Karan, Escada, H&M, Kenzo, Nikos Apostolopoulos, Revlon, Tommy Hilfiger, Valentino, André Laug, Versace oltre che il già citato Yves Saint Laurent. È inoltre apparsa sulla copertina di Elle (Canada e Messico), Vogue (Germania, Italia e Stati Uniti), Cosmopolitan (Germania) e Vanity Fair (Italia).
Nel 2007 Iman lancia la propria linea di abbigliamento IMAN Global Chic, a cui viene presto affiancata una linea di cosmetica, IMAN Cosmetics, Skincare & Fragrances, rivolta principalmente alle donne di pelle scura, che ancora oggi porta avanti con successo.
Nel 2011 la supermodella ha vinto il più prestigioso premio nel mondo della moda, ovvero il Premio alla carriera Fashion Icon, consegnatole da parte del Council of Fashion Designers of America.

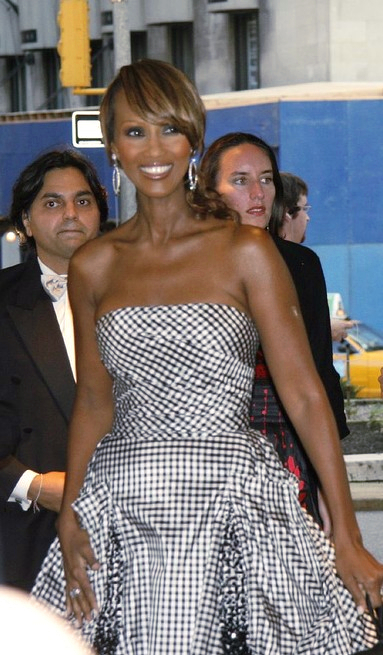
Iman nel 2006 a New York, in abito Gucci

### Carriera come attrice
Iman ha anche lavorato come attrice, apparendo in film come Rotta verso l'ignoto e La mia Africa. Inoltre è apparsa nella quinta stagione del reality show America's Next Top Model e ha condotto la trasmissione Project Runway Canada sul canale Slice. È anche apparsa in due episodi di Miami Vice, interpretando Dakotah nel 1985 e Lois Blyth nel 1988. Ha anche avuto un ruolo come special guest nei celebri I Robinson (1985), con Bill Cosby. Nel 1988, è apparsa nel ruolo di Marie Babineaux in un episodio de L'ispettore Tibbs.
Famosa è stata la sua interpretazione della regina d'Egitto, accanto a Eddie Murphy, nei panni del faraone, nel celeberrimo videoclip Remember the Time di Michael Jackson. È inoltre apparsa, già nel 1984, nel video Do What You Do di Jermaine Jackson, fratello di Michael.
Dal 2000 ad oggi si occupa solo di moda ed è spesso ospite in show tematici di moda e cosmetica. Ha inoltre partecipato al The Rosie O'Donnell Show.
Nella fine del 2010, insieme al suo amico e collega, lo stilista Isaac Mizrahi, Iman ha condotto la seconda stagione di The Fashion Show, su Lifetime.
Nel 2022 ha annunciato di aver prodotto una docu-serie intitolata Supreme Models, sulla storia, dagli anni '60 ad oggi, delle modelle nere nel mondo della moda.

## Vita privata

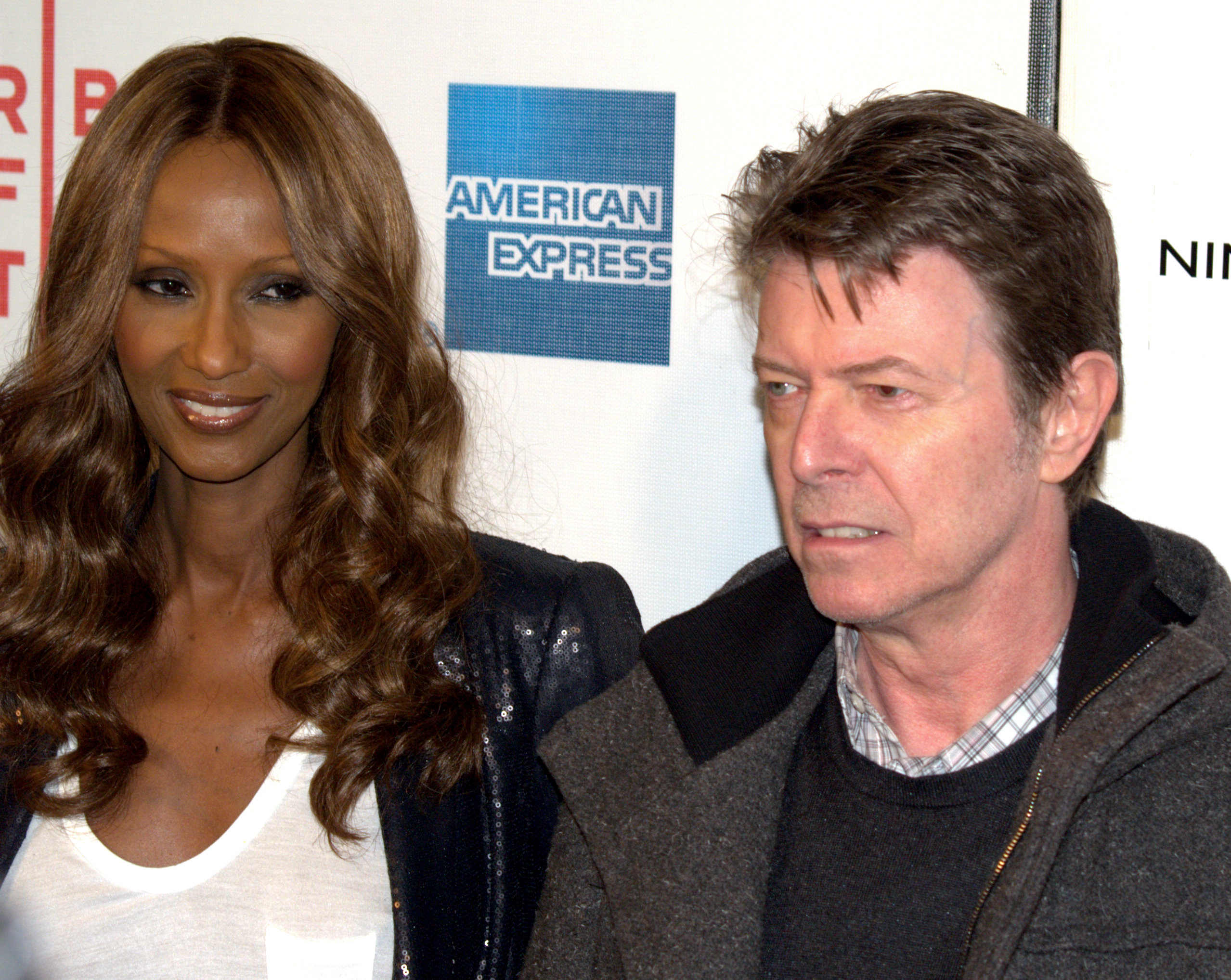
Iman con il marito David Bowie all'High Line Festival di Manhattan

Nel 1977 ha sposato il giocatore di basket, Spencer Haywood, da cui nel 1978 ha avuto una figlia, Zulekha. La coppia ha divorziato consensualmente nel 1987.
Il 24 aprile 1992 ha sposato il celebre musicista britannico David Bowie, con cui sarebbe stata fino alla morte di lui, avvenuta il 10 gennaio 2016 per via di un incurabile tumore al fegato. Il matrimonio è stato celebrato in una cerimonia privata a Losanna, in Svizzera, mentre il 6 giugno è stata celebrata anche la cerimonia religiosa, nell'anglicana Chiesa episcopale americana di Saint James a Firenze in Italia. Iman ha dato a Bowie una figlia, Alexandria Zahra "Lexi" Jones, nata il 15 agosto 2000, ed ha adottato Duncan Jones, figlio di Bowie avuto dal primo matrimonio.

## Filantropia
Iman è testimonial ufficiale del programma Keep a Child Alive, che provvede a fornire cure per bambini ammalati di AIDS in Africa e negli altri paesi in via di sviluppo.
Iman è inoltre una fra i principali ambasciatori di Save the Children, per cui dona ogni anno e ha anche realizzato degli spot di sensibilizzazione sul lavoro fatto nell'Africa orientale, tra cui nella sua terra natale, la Somalia.
Infine, la donna è anche una fervida sostenitrice dei diritti dei rifugiati, essendolo stata lei stessa da ragazza, quando lei e la sua famiglia vennero esiliati e si trasferirono negli Stati Uniti.